# Cryptotis hondurensis
Cryptotis hondurensis is een zoogdier uit de familie van de spitsmuizen (Soricidae). De wetenschappelijke naam van de soort werd voor het eerst geldig gepubliceerd door Woodman & Timm in 1992.